# Хлинюр Карлссон
Хлинюр Фрейр Карлссон (исл. Hlynur Freyr Karlsson; род. 6 апреля 2004) — исландский футболист, защитник шведской «Броммапойкарны» и национальной сборной Исландии.

## Клубная карьера
Является воспитанником «Брейдаблик». В его основном составе 26 июля 2020 года дебютировал в чемпионате Исландии в игре против «Акранеса». В октябре 2020 года на правах аренды на сезон перешёл в итальянскую «Болонью», где присоединился к юношеской команде клуба. По окончании аренды присоединился к «Болонье» на постоянной основе и провёл в клубе ещё два года.
В феврале 2023 года вернулся в Исландию, где присоединился к «Валюру». Первую игру за новый клуб сыграл 10 апреля в чемпионате против «Вестманнаэйяра». В общей сложности в сезоне принял участие в 26 матчах и забил два мяча. По итогам сезона вместе с клубом занял вторую строчку в турнирной таблице.
В декабре 2023 года подписал четырёхлетний контракт с норвежским «Хёугесунном». В его составе сыграл только три матча в чемпионате Норвегии. В июле 2024 года перебрался в Швецию, где заключил соглашение с «Броммапойарны», рассчитанное на три года.

## Карьера в сборной
Выступал за юношеские сборные Исландии различных возрастов и молодёжную сборную. В декабре года впервые был вызван в национальную сборную на январские товарищеские матчи с Гватемалой и Гондурасом во Флориде. Дебютировал за сборную 18 января в игре с гондурасцами, проведя на поле всю встречу.

## Клубная статистика
| Выступление      | Выступление      | Выступление      | Лига | Лига | Кубки | Кубки | Конт. кубки | Конт. кубки | Итого | Итого |
| Клуб             | Лига             | Сезон            | Игры | Голы | Игры  | Голы  | Игры        | Голы        | Игры  | Голы  |
| ---------------- | ---------------- | ---------------- | ---- | ---- | ----- | ----- | ----------- | ----------- | ----- | ----- |
| Брейдаблик       | Избранная лига   | 2020             | 1    | 0    | 1     | 0     | 0           | 0           | 2     | 0     |
| Брейдаблик       | Итого            | Итого            | 1    | 0    | 1     | 0     | 0           | 0           | 2     | 0     |
| Валюр            | Избранная лига   | 2023             | 26   | 2    | 0     | 0     | 0           | 0           | 26    | 2     |
| Валюр            | Итого            | Итого            | 26   | 2    | 0     | 0     | 0           | 0           | 26    | 2     |
| Хёугесунн        | Элитсерия        | 2024             | 3    | 0    | 0     | 0     | 0           | 0           | 3     | 0     |
| Хёугесунн        | Итого            | Итого            | 3    | 0    | 0     | 0     | 0           | 0           | 3     | 0     |
| Броммапойкарна   | Алльсвенскан     | 2024             | 0    | 0    | 0     | 0     | 0           | 0           | 0     | 0     |
| Броммапойкарна   | Итого            | Итого            | 0    | 0    | 0     | 0     | 0           | 0           | 0     | 0     |
| Всего за карьеру | Всего за карьеру | Всего за карьеру | 30   | 2    | 1     | 0     | 0           | 0           | 31    | 2     |

## Статистика в сборной
| Матчи и голы Хлинюра Карлссона за национальную сборную Исландии | Матчи и голы Хлинюра Карлссона за национальную сборную Исландии | Матчи и голы Хлинюра Карлссона за национальную сборную Исландии | Матчи и голы Хлинюра Карлссона за национальную сборную Исландии | Матчи и голы Хлинюра Карлссона за национальную сборную Исландии | Матчи и голы Хлинюра Карлссона за национальную сборную Исландии |
| №                                                               | Дата                                                            | Оппонент                                                        | Счёт                                                            | Голы                                                            | Соревнование                                                    |
| --------------------------------------------------------------- | --------------------------------------------------------------- | --------------------------------------------------------------- | --------------------------------------------------------------- | --------------------------------------------------------------- | --------------------------------------------------------------- |
| 1                                                               | 18 января 2024                                                  | Гондурас                                                        | 2:0                                                             | 0                                                               | Товарищеский матч                                               |

Итого: 1 матч и 0 голов; 1 победа, 0 ничьих, 0 поражений.